# Ingol
Ingol – dzielnica miasta Preston, w Anglii, w Lancashire, w dystrykcie Preston. W 2011 roku dzielnica liczyła 7369 mieszkańców.